# Lindgrengnagare
Lindgrengnagare (Pseudoptilinus fissicollis) är en skalbaggsart som först beskrevs av Edmund Reitter 1877.  Lindgrengnagare ingår i släktet Pseudoptilinus, och familjen trägnagare. Artens livsmiljö är skogslandskap, jordbrukslandskap.